# The Meeting
The Meeting is een soloalbum van Martin Barre, de gitarist van de Britse progressieve rockband Jethro Tull, en is uitgebracht in 1996.
Vijf nummers zijn instrumentaal. Barre maakte dit album samen met een aantal (ex-) Jethro Tull bandleden en vrienden.

## Nummers
1. The Meeting
2. The Potion
3. Outer Circle
4. I Know Your Face
5. Misère
6. Time After Time
7. Spanner
8. Running Free
9. Tom's
10. Dreamer
11. Audition

## Muzikanten

### (ex-) Jethro Tull
- Martin Barre (gitaar, dwarsfluit)
- Jonathan Noyce (basgitaar)
- Matthew Pegg (basgitaar)
- Gerry Conway (drums)
- Doane Perry (drums)
- Dave Mattacks (drums)

### Gastmuzikanten
- Maggie Reeday (zang)
- Darren Mooney (drums)
- Andrew Murray (basgitaar, keyboards, programming)
- Joy Russell (zang)
- Ian Francis (zang)
- Paul Cox (zang)
- Miles Bound (percussie)
- Mel Collins (saxofoon)
- Marc Parnell (drums)
- Mark Tucker (keyboards)
- Jennifer & Elayne (stemmen)